# Sericoides rugosula
Sericoides rugosula är en skalbaggsart som beskrevs av Germain 1863. Sericoides rugosula ingår i släktet Sericoides och familjen Melolonthidae. Inga underarter finns listade i Catalogue of Life.